# Papanegro
I Papanegro sono un gruppo musicale cileno di genere funk formato nel 1998. La band ha inciso quattro album in studio, realizzato diversi tour nazionali e diffuso a livello internazionale i loro singoli promozionali con lusinghieri risultati nelle classifiche.

## Storia del gruppo
Nel 2000 vincono la terza edizione del Festival musicale giovanile più importante del Cile, risultato  che ha iniziato ad interessare anche i media, oltre ad essere invitati ad esibirsi su molti palcoscenici. Tre anni più tardi registrano il primo album, SuperActivo, album che riceve il premio Altazor  quale Migliore Disco dell'Anno. Di questa produzione si distinguono i singoli, Wokman, Todo Está Bien, PapaNegro e Cortentrete, tutti programmati ampiamente sulle radio locali, su MTV e Via X. Lo stesso anno inoltre partecipano alla creazione dell'album, Generaciones. Dos épocas en dueto  prodotto dalla Sony Music, nella quale interpretano insieme a Luce Eliana la canzone Aunque sé.
Nel 2005 esce, Compacto, album realizzato in collaborazione con Jorge González, leader dei Los Prisioneros. Da questo disco escono singoli come, Autonomía, il cui clip fu riconosciuto come migliore video dell'anno dal sito, Suena.cl; Oye Amigo!, sito che ha come tema centrale la serie giovanile di TVN, Block, ed il brano promozionale, Abusé, che ha richiamato l'attenzione per la sottile crudezza del contenuto visuale del suo videoclip.
Il 2007 rappresenta un anno di cambiamenti per i Papanegro, a causa dell'abbandono del concetto tradizionale di distribuzione musicale, avendo deciso di regalare il loro terzo album tramite Internet. Il terzo album dal titolo, Sette, è un progetto che unisce musica, immagine e gratuità, lanciato il 7 luglio del 2007 e riunisce 7 canzoni, 7 artisti visuali e 7 giorni, nel corso dei quali i brani furono diffusi uno al giorno tramite il sito internet. Il nuovo disco venne scaricato circa 30 000 volte e il suo primo singolo, Nocaut, prescelto democraticamente dai fan, ricevette ampia diffusione su Rock & Pop.
In seguito all'abbandono del chitarrista fondatore Gabriel Noé, il gruppo entra in un periodo di silenzio discografico rotto solo nel 2010 con l'uscita del disco, Placer Automático.
Nel febbraio 2012 creano il proprio festival itinerante chiamato, PapaFest, nel quale si esibiscono gratuitamente in molte città del centro e del sud del Cile, allo scopo di sostenere e dare spazio alle band locali. Nel maggio del 2012 lanciano il singolo, I.A.M.G.O.D, adattato e tradotto in varie parti del mondo. Hanno lavorato alla registrazione di un nuovo album che sarebbe dovuto uscire entro il 2016.

## Discografia

### Album di studio
| Data di uscita | Titolo             | Singoli                                                | Etichetta            |
| -------------- | ------------------ | ------------------------------------------------------ | -------------------- |
| 2003           | SuperActivo        | Wokman Todo Está bien PapaNegro Cortentrete            | Sony Music, La Oreja |
| 2005           | Compatto           | Autonomía Oye Amico! Abusé                             | La Oreja             |
| 2007           | 7                  | Nocaut                                                 | Bonkó Agencia        |
| 2010           | Piacere Automatico | Fuego en la Disco Placer Automático No lo Dudes Frágil | Emi Publishing       |

### Video musicali
Da SuperActivo
- Wokman, Reg. Álvaro Ceppi (2000)
- Todo Está Bien, Reg. Álvaro Ceppi (2001)
- PapaNegro, Reg. Álvaro Ceppi, Guayi (2003)
- Cortentrete, Reg. Álvaro Ceppi (2003)

Da Compacto
- Autonomía, Reg. Álvaro Ceppi (2005)
- Oye Amigo!, Reg. Álvaro Ceppi (2006)
- Abusé, Reg. Piero Medone (2006)

Da 7*
- Verte Aquí, Reg. William Gálvez (2007)
- Partícula, Reg. Leonardo Beltrán (2007)
- Danzflor, Reg. Christian Oyarzún (2007)
- Hay En Mí, Reg. Pablo Castello (2007)
- Contendores, Reg. René Castello (2007)
- Nocaut, Reg. Oscar Mazzi (2007)
- Emperador, Reg. Cristian Wiesenfeld (2007)

Da Placer Automático
- Placer Automático, Reg. Piero Medone (2010)
- No Lo Dudes, Reg. Guayi (2011)
- Frágil, Reg. Guayi (2012)

Dal disco in preparazione
- That Look, Reg.  Diego Cordes e Yoko Donoso (2014)

* I video di 7 non mostrano i membri della banda e sono stati diffusi solo su Internet.